# Anqingosaurus
Anqingosaurus brevicephalus — вимерлий ящір раннього середнього палеоцену з Аньхой, Китай. A. brevicephalus спочатку був описаний як хамелеон, але не всі вчені погоджуються з цим. Якщо A. brevicephalus є хамелеоном, то літопис скам'янілостей Chamaeleonidae простягається аж до палеоцену. Якщо ні, то літопис скам'янілостей Chamaeleonidae починається в ранньому міоцені з Chamaeleo caroliquarti.